# Joe Champness
Joseph William Champness, detto Joe (Auckland, 27 aprile 1997), è un calciatore neozelandese con cittadinanza australiana, attaccante dell'Havadar.

## Caratteristiche tecniche
È un'ala destra.

## Carriera

### Club
Nato in Nuova Zelanda da padre australiano e madre filippina, inizia la propria carriera professionistica nel Newcastle Jets con cui firma un contratto professionistico nel gennaio 2017, passando contestualmente in prestito all'Académica; debutta il 19 febbraio giocando con la squadra riserve l'incontro di Campeonato de Portugal vinto 1-0 contro il Coimbrões.
Rientrato in patria, gioca 36 incontri e realizza 8 reti nelle due stagioni seguenti per poi scegliere di abbandonare il calcio in favore della carriera da musicista, riservandosi però la possibilità di rientrare nelle successive tre stagioni. Nel 2020 riprende l'attività agonistica e viene ceduto in prestito al Brisbane Roar.
Il 19 agosto 2021 viene ceduto a titolo definitivo ai turchi del Giresunspor.

### Nazionale
Dopo avere rappresentato le selezioni giovanili under-20 e under-23 australiane, nel 2021 viene convocato dalla nazionale olimpica neozelandese per prendere parte alle Olimpiadi di Tokyo. Debutta il 25 luglio in occasione dell'incontro perso 3-2 contro l'Honduras.
Il 12 ottobre 2021 esordisce in nazionale maggiore in occasione del successo per 0-1 in amichevole in casa del Bahrein.

## Statistiche
Statistiche aggiornate al 26 luglio 2021.

### Presenze e reti nei club
| Stagione        | Squadra         | Campionato      | Campionato | Campionato | Coppe nazionali | Coppe nazionali | Coppe nazionali | Coppe continentali | Coppe continentali | Coppe continentali | Altre coppe | Altre coppe | Altre coppe | Totale | Totale | Totale |
| Stagione        | Squadra         | Comp            | Pres       | Reti       | Comp            | Pres            | Reti            | Comp               | Pres               | Reti               | Comp        | Pres        | Reti        | Pres   | Reti   |        |
| --------------- | --------------- | --------------- | ---------- | ---------- | --------------- | --------------- | --------------- | ------------------ | ------------------ | ------------------ | ----------- | ----------- | ----------- | ------ | ------ | ------ |
| 2016-2017       | Académica B     | CdP             | 9          | 0          | CP+CdL          | 0               | 0               |                    | -                  | -                  |             | -           | -           | 9      | 0      |        |
| 2017-2018       | Newcastle Jets  | AL              | 27         | 5          | CA              | 1               | 0               |                    | -                  | -                  |             | -           | -           | 28     | 5      |        |
| 2018-2019       | Newcastle Jets  | AL              | 9          | 3          | CA              | 0               | 0               | ACL                | 1                  | 0                  |             | -           | -           | 10     | 3      |        |
| 2020-2021       | Brisbane Roar   | AL              | 24         | 2          | CA              | 0               | 0               |                    | -                  | -                  |             | -           | -           | 24     | 2      |        |
| Totale carriera | Totale carriera | Totale carriera | 69         | 10         |                 | 1               | 0               |                    | 1                  | 0                  |             | -           | -           | 71     | 10     |        |